# H&K G36
H&K G36は、ドイツのH&K社が製造したアサルトライフルであり、NATO諸国に採用された。社内での名称はHK50。

## 開発経緯
1970年代、ドイツ連邦軍はH&K G3の後継に関する要求を出し、H&K社はH&K G11の開発に着手する。しかし開発に難航し、採用こそされていたものの1990年のドイツ再統一に伴う予算削減もあり、1990年代初頭に至るまでドイツ連邦軍は依然としてG3を配備していた。この間、各国は小銃の使用弾薬を7.62x51mm NATO弾から5.56x45mm NATO弾に既に替えていたため、アサルトライフルの調達が急務となった。ドイツ再統一に伴い大量に獲得した国家人民軍のAK-74を採用する案もあったものの、1993年には新型の開発要求が出された。H&K社はG11の失敗を踏まえ、オーソドックスな技術を用いて、G3を元に試作したライフル、HK36をベースにプロトタイプとなるHK50を設計。ドイツ連邦軍の採用試験でステアーAUGと比較され、G36という制式名を付けられて採用された。

## 特徴

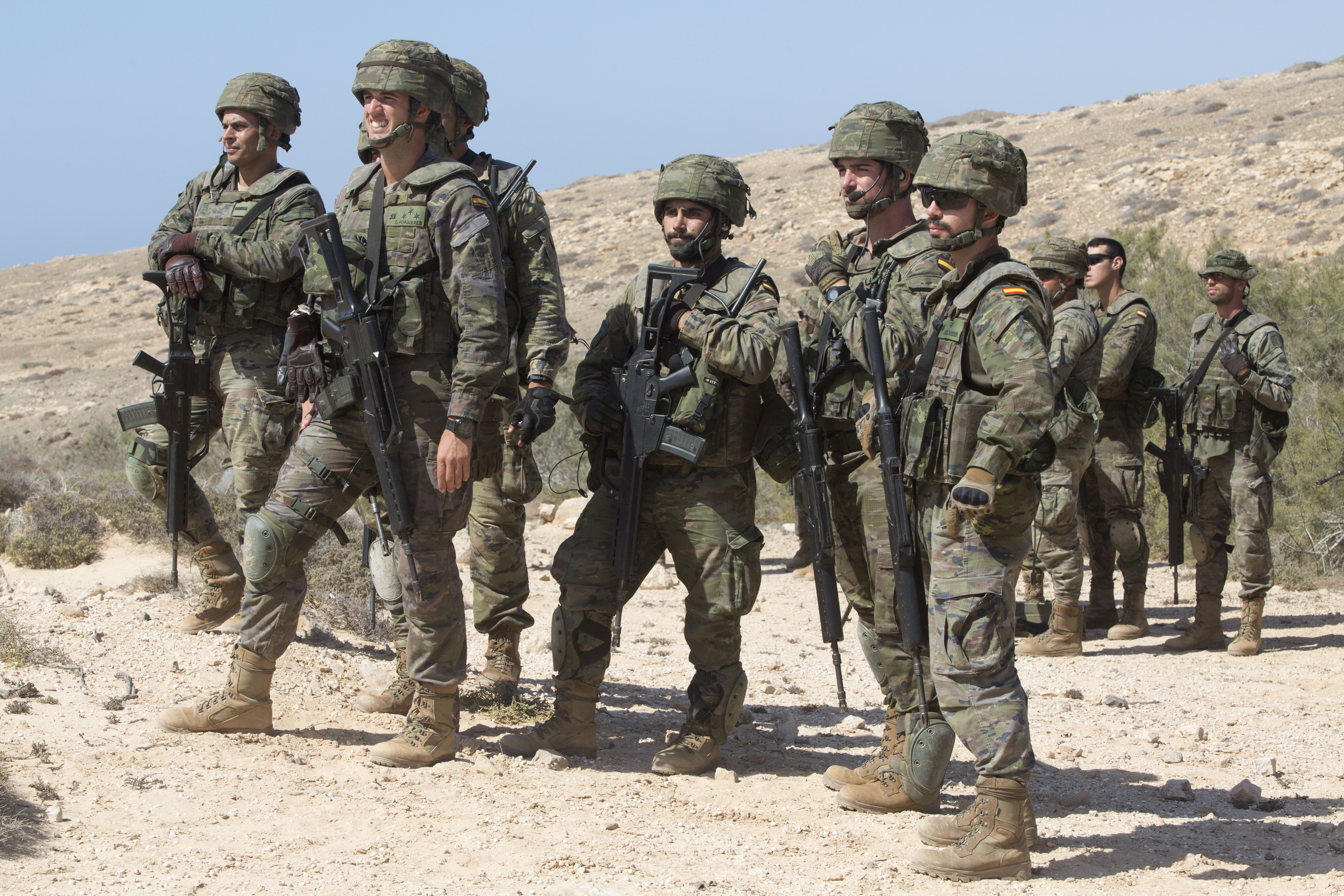
スペイン軍のG36E

作動方式はショートストロークピストン式を採用している。コッキングハンドルはボルトと一体化しており、射撃にともなってボルトと共に前後移動する。このコッキングハンドルは折り畳み式で射撃時には前方を向いているが、ボルトを手動で操作する際には左右どちらへも振り出せる。ポリアミドにカーボンファイバーを混入した繊維強化プラスチック (CFRP) が多用されており、ストック、グリップ、ハンドガードだけでなく、レシーバーやハンマー・シアーなどの機関部にも採用されている。ストックは折り畳み式が標準となっている。弾倉にもプラスチックが採用され、残弾数が確認できるよう半透明となっている。加えて弾倉には側面に突起があり、弾倉の連結 (ジャングルスタイル) が可能となっている。弾倉の挿入口はピンを抜くだけで簡単に交換が可能で、交換すればM16用のSTANAGマガジンも使用できる。排莢口の後ろには突起が設けられ、排出された空薬莢を前方へ反射させるほか、折り畳んだストックを支える役割も果たす。ホールドオープン機能（銃の弾切れの通知機構）とそのためのボタンはトリガーガード内に搭載されているが、このボタンにボルトリリース機能は無く再装填後はコッキングハンドルを引く必要がある。ただしH&K純正やサードパーティー関連企業のボルトリリース機能を付与するアップグレードパーツが発売されている。国家人民軍のAK-74用の銃剣の装着が可能な設計となっているが、ドイツ連邦軍では銃剣は採用されていない。
外見、構造共に従来のH&K G3とは大きく異なることから、ドイツ連邦軍の兵士からはプラスチック・バンバン (Plastik-Peng-Peng)、デザイナー鉄砲 (Designerflinte)、レゴライフル (Legogewehr) といったあだ名が寄せられている。

### 照準器
照準器はキャリングハンドルと一体化した3倍スコープおよびスコープ上部の等倍ドットサイトが標準となっている。ドットサイトは寒冷地や高湿度下では曇って不評であったため、G36A2およびG36KA2ではピカティニー・レールに置き換えられ、そこにカール・ツァイス社製ダットサイトなどを載せるように変更されている。
旧型の輸出用モデルであるG36E/G36KEではスコープのみで、ダットサイトやピカティニー・レールは付属しない。キャリングハンドル上辺のアイアンサイトは輸出用モデルでのみ使用可能であり、ドイツ連邦軍モデルではダットサイトまたはピカティニー・レールに阻まれ使用できない。
キャリングハンドル上部に装着して標準のスコープに暗視能力を付与できる、ヘンゾルト製NSA 80 第3世代暗視装置が用意されている。
G36C（および一部のG36K）は、ピカティニー・レールとアイアンサイトを装備し、別途光学照準器を装着する。

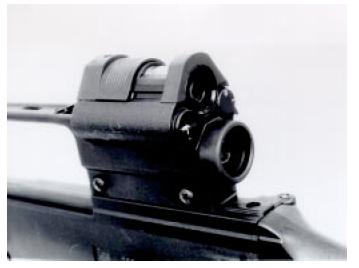
ダットサイト（上段） 3倍スコープ（下段） 照門も確認できる
G36とG36Kの3倍スコープのパターン （クリックで説明を表示）
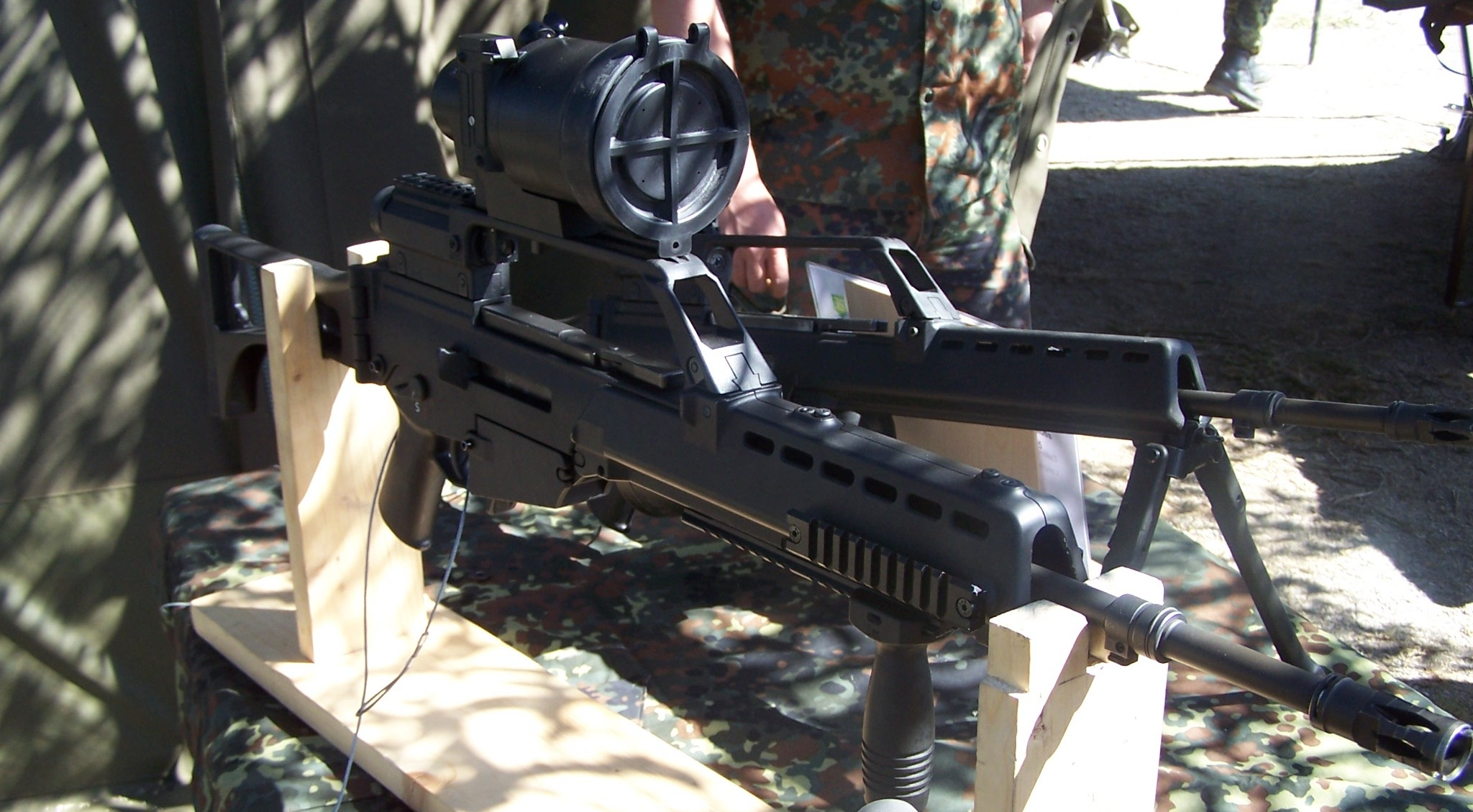
NSA 80を装着した状態

### 信頼性
H&K社は、土に埋めたG36を掘り出し、軽く土を払った程度で射撃を行うといったデモンストレーションを行うなど、過酷な条件下での作動の確実性をアピールしている。また、10分以内であれば水中につけても射撃に支障は無いとされる。
一方、実戦配備の過程でアフガニスタンに派遣されたドイツ兵から、銃身の温度が上昇すると命中精度が落ちるとの苦情が出された。後にドイツ連邦軍技術研究所が「命中精度の下落は連続射撃による銃身の加熱が原因」つまり自動小銃本体側に問題があると結論を出していたことなどが後にシュピーゲル紙の報道などにより判明し、ドイツ国防省は2014年6月にG36の発注を停止する措置を行った。2015年3月30日、ドイツ国防省のテストの結果、G36は気温が高い地域で使用したり、同じ方向から直射日光を受け続けたり、連続射撃により銃身が熱くなったりすると、命中精度が下がるという欠陥があるとされた。また、特定のメーカーが製造した弾薬を使用すると、銃の蓄熱が激しく、命中精度が低下するとの説もある。原因として、軽量化のためにプラスチックの多用があるとされる（そのプラスチック製部品が予想を超える速さで経年劣化しているという説もある）。プラスチック製の上部レシーバーに銃身が直接結合される構造となっているが、上部レシーバー部が熱で変形し着弾がばらつくこととなったと見られる。この結果を受け、ドイツ連邦軍はG36の使用を制限し、後継銃としてH&K HK416A8を採用した。
なお、メーカー (H&K) 側は軍のテスト結果を否定している。
2016年6月3日、H&K社はG36に関して「欠陥は存在しない」という旨を改めて確認する訴訟を軍の兵站局があるコブレンツの裁判所に提起した。2016年9月2日に判決が下りH&Kが勝訴。国防省は同日付で判決を不服とし控訴するとしている。

## 派生型

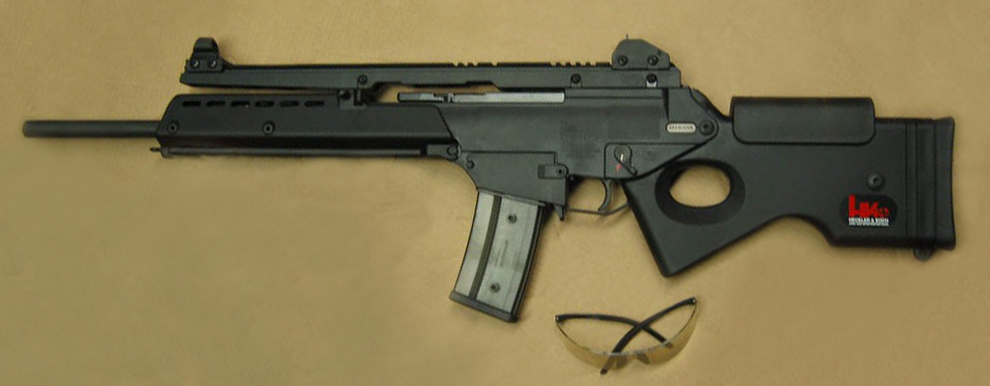
SL8-5

MG36
いわゆる分隊支援火器型モデル。長時間の連射に耐えられるよう、太く重い銃身に変更され、装弾数を上げるためにMG34のようなサドルマガジンを装着する。このサドルマガジンは、MG34と違い下方から差し込むために、自重で脱落しやすく、かさばる形状のわりに弾薬数が多くないと評価は芳しくなかった。現在は廃番となっている。
G36K
機動性の向上または特殊部隊での使用を目的として銃身を短くしたカービン型。Kはドイツ語の｢Kurz（クルツ）｣（短い）から採られた。
G36C
最も小型なモデル。Cは最初は「Commando（コマンド）」から採られたが、コルト社にもCommandoの名称がつくアサルトカービンが存在するため、「Compact（コンパクト）」に改められた。
G36V/G36KV
輸出用モデル。以前のモデルはG36E/G36KEと呼ばれていた。照準器は1.5倍のスコープのみで、スペイン軍が旧モデルであるG36Eを主力小銃として制式採用している。このG36Eはライセンス生産によるスペイン製で、銃剣取付部はNATO標準のもの。
採用国によってはレール付キャリングハンドルや伸縮式ストックを装着したものを配備している。
G36A2/G36KA2
ドイツ連邦軍で採用が進んでいた改良版。
前述の通りダットサイトがピカティニー・レールに置き換えられ、標準でカール・ツァイス社製ダットサイトを搭載する。
ストックはボディーアーマー着用時の取り回しを改善するため、G36C用の短いものに変更された。ハンドガードは耐熱性向上のため、4面にピカティニー・レールのついたアルミ製のものに置き換えられた。また、LLM01レーザー光モジュールを操作するためのスイッチを埋め込んだフォアグリップも配備されている。
HK243/HK293
民間型。射撃モードは単発のみになっている。欧州市場では「HK243」、北米市場では「HK293」の名称で販売されている。
HK237
G36を.300 AAC Blackout弾仕様にしたもの、現在C型と同じサイズのものみがリリースされている。
SL8
民間型。軍・法執行機関型の直銃床を廃し、サムホール式固定ストックを装備。ストックの色やハンドガードの穴の有無、レールの形などが異なる複数のタイプがある。
R8
SL8をベースに、作動方式をガス圧作動方式からストレートプル・ボルトアクションに変更したもの。
SL9SD
SL8ベースの消音狙撃銃。専用の7.62x37mm亜音速弾を使用する。サプレッサーを標準装備。

## Steyr G62
2021年5月、Steyr Arms社はG36のアップグレードキットを発表した。問題の発見された上部レシーバーを金属製レシーバーに交換するものであり、オプションとして銃身、マガジンウェル（STANAGマガジンを使用可能とする）の交換も用意されており、既存のG36の他部位のパーツと組み合わせて組み上げ直すことが可能である。G36はドイツだけでなく多くのNATO諸国、NATO非加盟国も使用しており、軍事予算が限られた国にとって小銃を新規に調達し直すよりも少ない予算で欠陥を克服でき、その需要に向けて開発された。ドイツメディアでは、新型小銃に係る法的係争手続を待ちつつ、低コストでG36の延命を図ることができる可能性があると報じられている。

## 運用国
現在、ドイツだけでなくヨーロッパの軍隊や法執行機関、アメリカのSWATなどで採用が進んでいる。

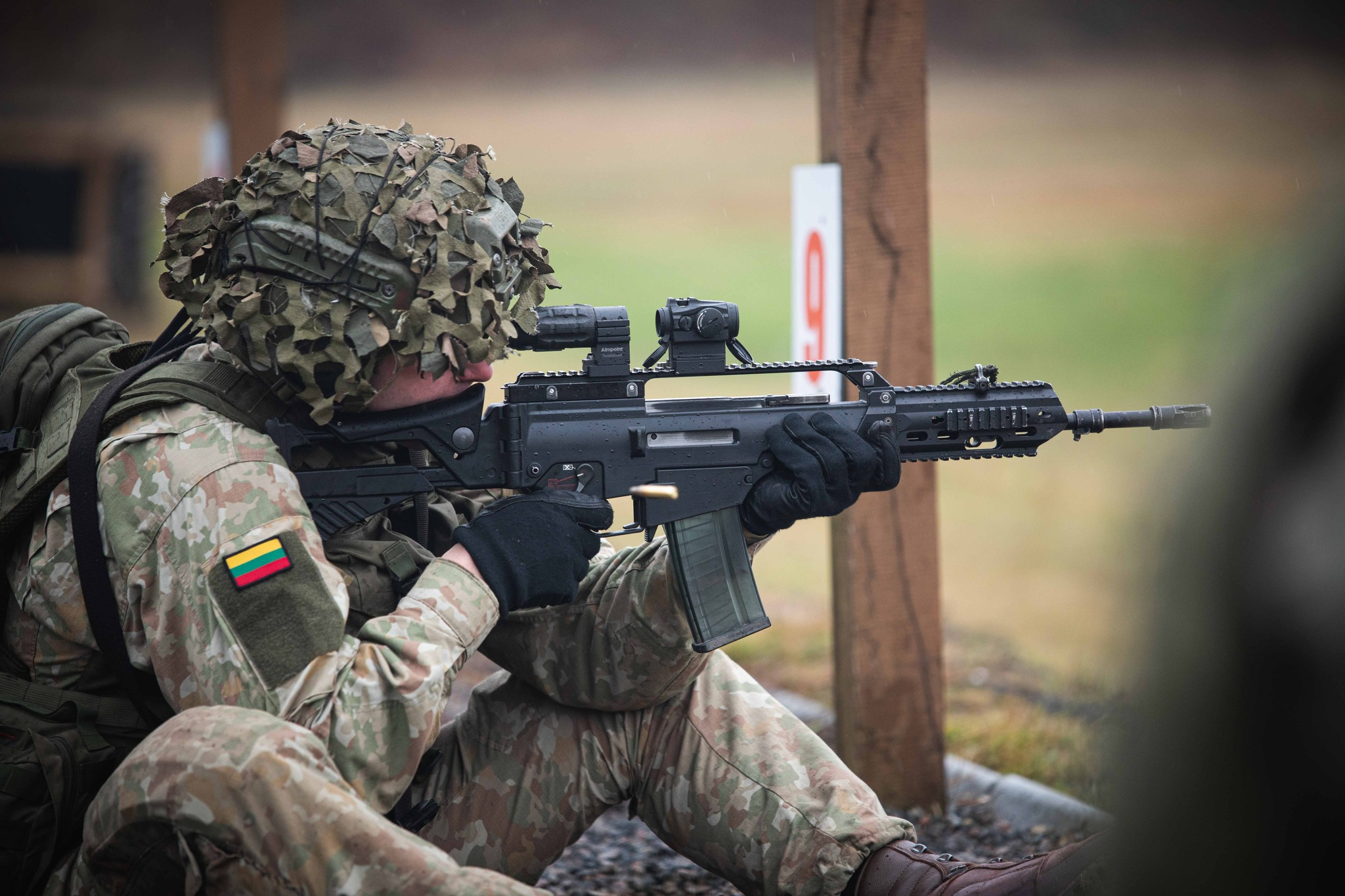
リトアニア軍のG36KA4M1
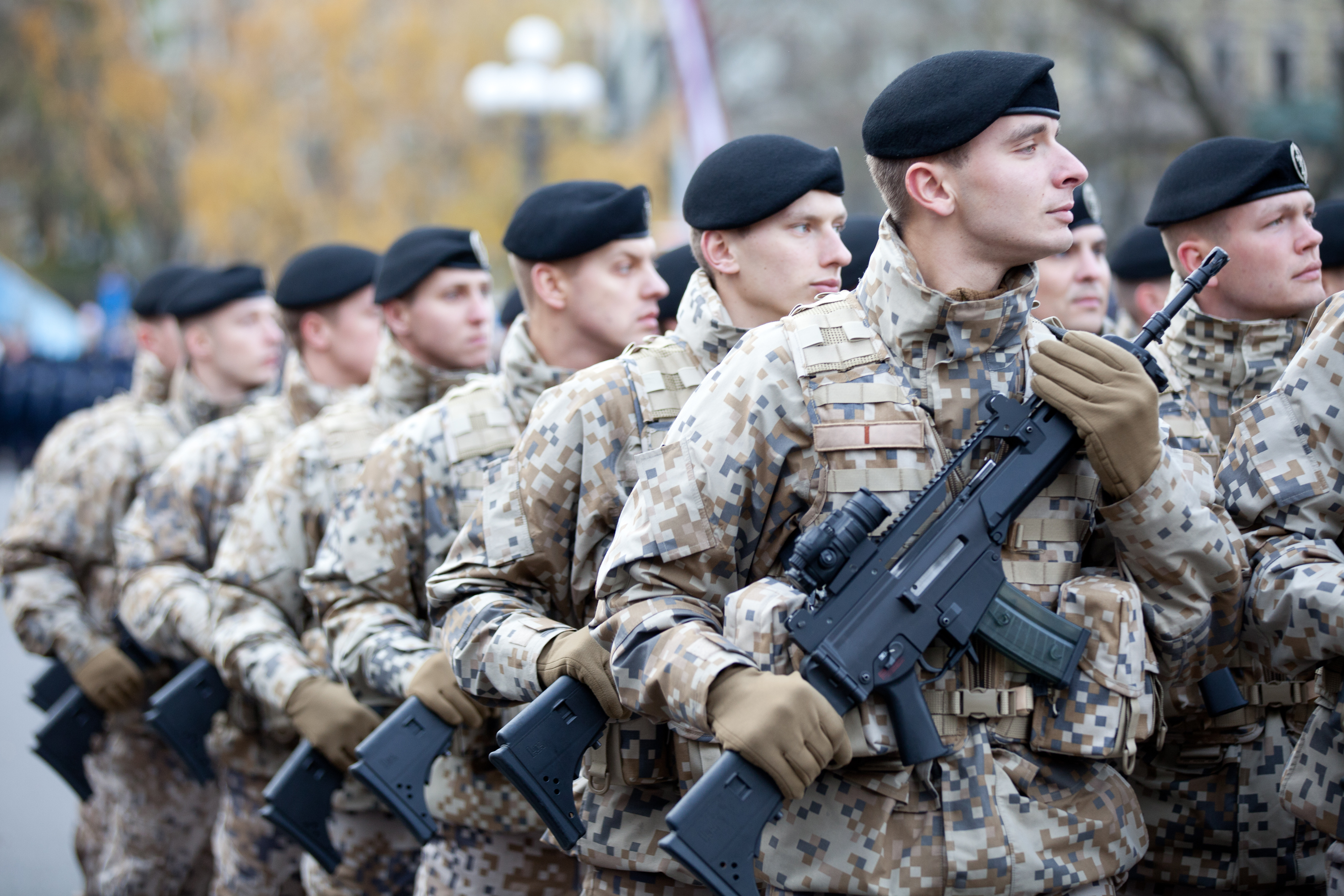
ラトビア国軍のG36KV
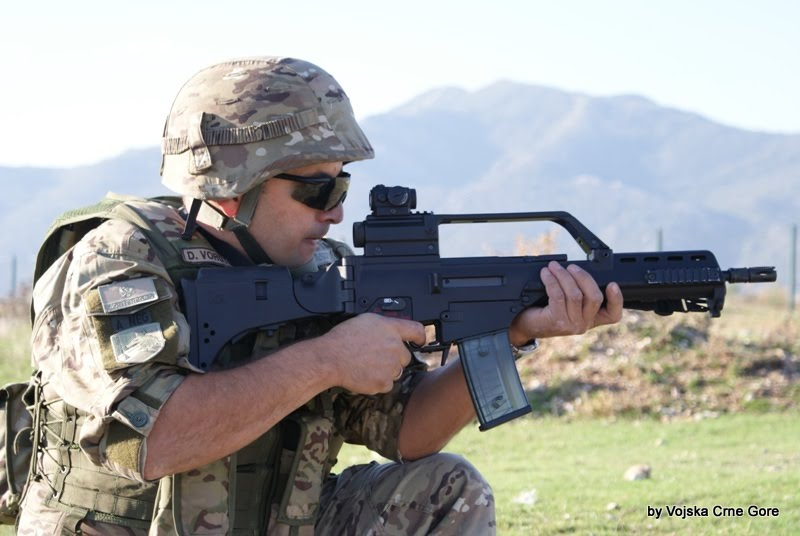
モンテネグロ軍のG36
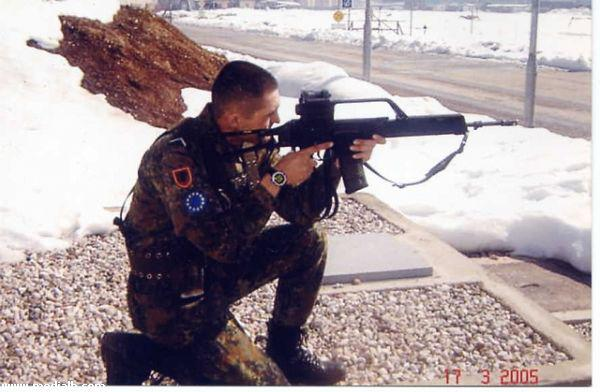
アルバニア軍のG36
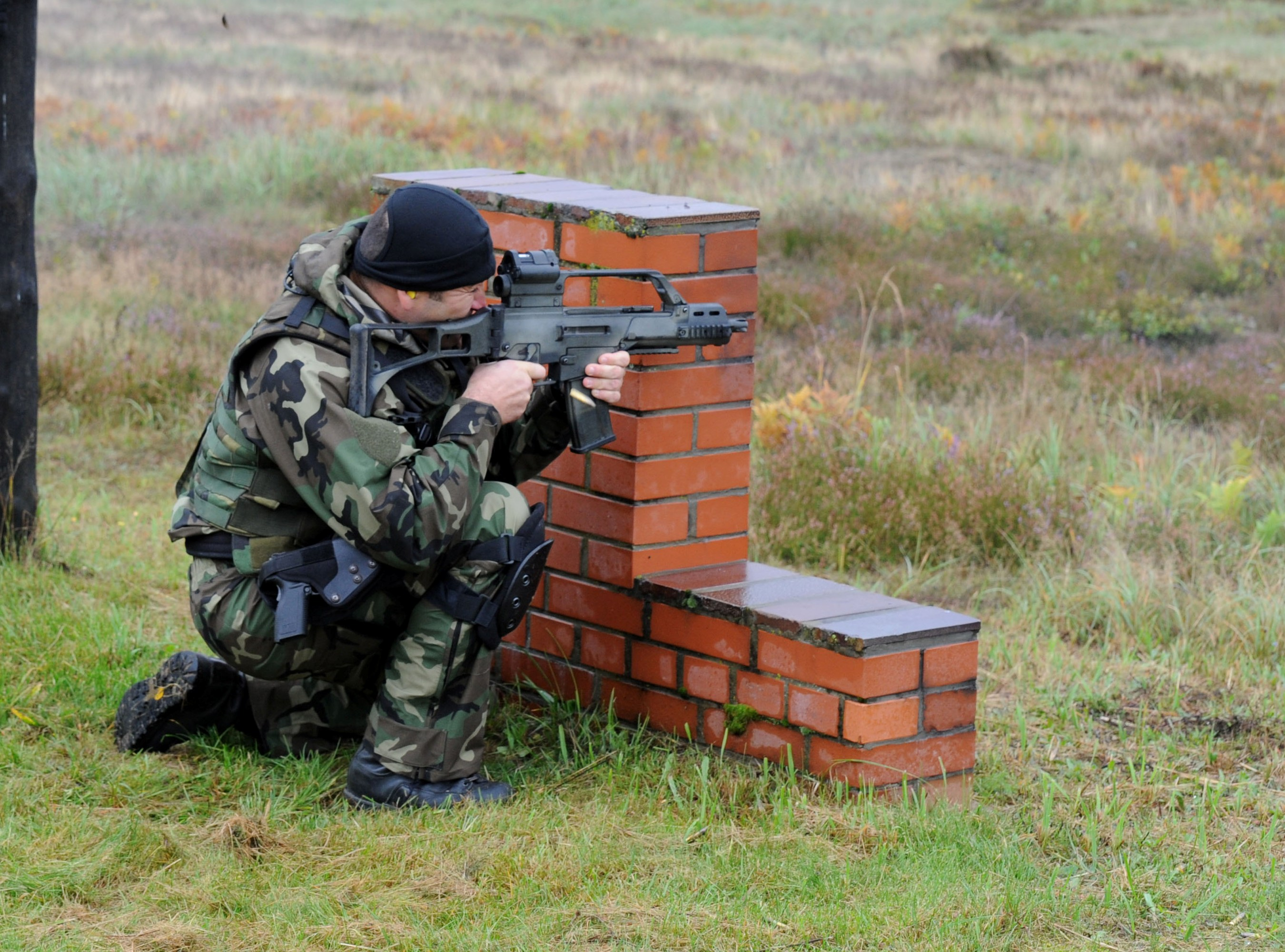
ポーランド軍特殊部隊のG36C

## 登場作品

### 映画・テレビドラマ
『24 -TWENTY FOUR-』
『CSI:マイアミ』
『Dr.伊良部一郎』
『GALACTICA/ギャラクティカ』
『GAMERS』
『GSG-9 対テロ特殊部隊』
『MI-5 イギリス機密諜報局』
『Mr.&Mrs. スミス』
『REDリターンズ』
RAID隊員がG36Cを所持する。
『SPACE BATTLESHIP ヤマト』
『Vフォー・ヴェンデッタ』
『アイアンマン』
『アイランド』
『ウルトラヴァイオレット』
『エイリアス』
『エイリアンVSプレデター』
ウェイランド社に雇われた傭兵たちが装備。タクティカルライトと緑光レーザーサイトが装着されている。
『エクスペンダブルズシリーズ』
『エクスペンダブルズ2』
『エクスペンダブルズ3 ワールドミッション』
『エンド・オブ・キングダム』
マイク・バニングがテロリストからG36Cを奪ってストックを折り畳んだまま使用するほか、デイヴィス大尉率いるSAS隊員がG36Kを使用。
『仮面ライダーW FOREVER AtoZ/運命のガイアメモリ』
『仮面ライダードライブ』
『ガンヘビー 未来戦争』
『キャッシュトラック』
フォーティコ警備会社内部で警備員達が銃撃戦でG36Kを使用。主人公、H（ジェイソン・ステイサム）も拾って使用する。
『キャプテン・アメリカ/ウィンター・ソルジャー』
『ステルス』
『西部警察』
『ターミネーターシリーズ』
『ターミネーター3』
サラ・コナーが残した棺桶の中に収納されていた武器の1つとしてG36Kが登場。ストックが取り外されており、マガジンが2本ジャングルスタイルで接続されている。T-850がT-Xに対して使用するが弾切れとなり、その場に放棄される。
『ターミネーター サラ・コナー・クロニクルズ』
『ダイ・ハード4.0』
テロリストがC-More ドットサイトとフラッシュライトを装着したG36Cを使用する。
『第9地区』
『大脱出』
『タイラー・レイク -命の奪還-』
SWATチームがG36Cを使用。
『沈黙の報復』
スティーブン・セガール演じる主人公が最終決戦時に使用。
『トーチウッド 人類不滅の日』
第1話に登場。イギリスの警察官が所持。
『特殊能力捜査官 ペインキラー・ジェーン』
『ドクター・フー』
『バイオハザードシリーズ』
『バイオハザードII アポカリプス』
ラクーンシティ警察特殊部隊「S.T.A.R.S.」とCSA隊員がG36Cを使用する。
『バイオハザードV リトリビューション』
アリス救出チームの1人、ルーサー・ウェストがEO Tech社製ホロサイトとフォアグリップを装着したG36Cを使用する。レシーバー部分が銀色に塗装されている。
『バリスティック』
『プライミーバル』
亀裂調査センター(ARC)の警備隊員が、ダットサイトとフラッシュライトを装着したG36Cを使用。時空の亀裂を通って現代にやって来る、危険な古代生物や未来生物に対して使用する。また、登場人物の1人ベッカー大尉はH&K AG36 グレネードランチャーを装着している。
『ボーターライン』
デルタフォースの隊員がEOTech制ホロサイトを装備したG36Cを使用。
『ボーダーライン: ソルジャーズ・デイ』
JSOC特殊部隊員とカルテルの殺し屋がEOTech制ホロサイトを装備したG36Cを使用。
『マイアミ・バイス』
『マッドマックス 怒りのデス・ロード』
武器将軍の手下がG36Cを使用。
『ミッション:インポッシブル3』
高速道路の銃撃戦でイーサンがあらかじめ車に積んであったものを使用。
『メカニック』
車列襲撃時にスティーブン・マッケンナがG36Cを使用。
『ライン・オブ・デューティ』
S3から登場。AFO(公認武器官)が装備する
『リベリオン』
『ワールド・オブ・ライズ』

### アニメ
『IS〈インフィニット・ストラトス〉』
『RIDEBACK』
『カウボーイビバップ』
『ノワール』
『秘密結社鷹の爪』

### 漫画
『THE UNLIMITED 兵部京介』
『暗殺教室』
E組屈指の狙撃手、千葉龍之介が普久間島で殺せんせーの狙撃に使用。
『ザ・マシーン・ガン・ドーターズ』
『デストロ246』
『ヨルムンガンド』
マオがG36KVを使用。EAE社が雇った狙撃手がサーマルスコープを装着したSL8-4でアマーリアを狙撃しようとするが、ルツのカウンタースナイプを受け、未発砲に終わる。
『ワイルダネス』

### ゲーム
『Alliance of Valiant Arms』
『ARMA 2』
『F.E.A.R.』
『九龍妖魔學園紀』
主人公の武器として使用可能。
『Just Cause』
「Adler FF M-72」の名称でG36Cが登場する。
『Operation Flashpoint: Cold War Crisis』
アメリカ軍陣営で使用可能なアサルトライフルとしてG36Eが登場する。
『Paperman』
『PlayerUnknown's Battlegrounds』
雪原マップ「Vikendi」限定武器としてG36Cが登場。
『S.T.A.L.K.E.R. SHADOW OF CHERNOBYL』
『SOCOM: U.S. NAVY SEALs』
『WarRock』
『アームド・アサルト』
『イノセントバレット』
『エースコンバット6 解放への戦火』
エストバキア軍兵士がムービー中に所持している。
『ガンサバイバー4 バイオハザード HEROES NEVER DIE』
『グランド・セフト・オートV』
「特殊カービン」の名称でG36Cが登場する。
『ゴーストリコン』
『コール オブ デューティシリーズ』
『CoD4』
G36Cが登場する。キャンペーンで一番初めに手にする銃でもある。
『CoD:MW3』
TF141やGIGNなどの味方陣営と、ロシア軍やロシア超国家主義派などの敵陣営がG36Cを使用する。また、MG36も登場しており、こちらはロシア超国家主義派と旧政府支持派でしか使用されていない。
『CoD:BO3』
「M8A7」の名称で近代化改修を施したSL8が登場する。
『CoD:MW』
ライトマシンガン枠として「Holger-26」という名称でMG36が登場。12月4日の大型アップデート「シーズン1」の追加武器として登場する。
『CoD:MWIII』
アサルトライフル枠に「Holger-556」という名称でG36が、ライトマシンガン枠には『MW』と同じく「Holger-26」という名称でMG36が登場。

『スプリンターセル』
『スペシャルフォース』
『バイオハザードシリーズ』
『バイオハザード4』、『バイオハザード RE:4』
両作品においてSL8で登場し、『RE:4』では「スティングレイ」の名称として登場する。
『バイオハザード リベレーションズ』

『バトルフィールドシリーズ』
『BF2』
特殊兵の装備としてG36Cが、援護兵の装備としてMG36が、衛生兵の装備としてG36Eが使用可能。
『プロジェクトリアリティ』
ドイツ連邦軍の標準装備としてG36A1、選択装備としてG36KA1が使用可能。

『BFBC』
援護兵の装備としてMG36が使用可能。
『BFBC2』
衛生兵の装備としてMG36が登場。
『BF3』
カービンとしてG36Cが登場する他、DLC「Back to Karkand」にてライトマシンガンとしてMG36が実装。
『BF4』
全兵科共通のカービンとしてG36Cが登場。
『BFH』
全兵科共通のカービンライフルとしてG36Cが登場し、バトルピックアップとしてMG36が登場する。

『マーセナリーズ』
「試作ライフル」の名称で登場し、韓国軍が使用する。
『レインボーシックス シージ』
G36Cが登場。
『ディビジョン (ゲーム)』
『ドールズフロントライン』
G36が星4戦術人形、「Gr G36」として登場。また、G36C、MG36、SL8がそれぞれ星5人形として「Gr  G36C」、「Gr MG36」、「SL8」として登場。
『PLAYERUNKNOWN'S　BATTLEGROUNDS』
G36Cという名称で登場。なお本銃はVikendi(雪原マップ)にのみ登場する。
『荒野行動』
HK-50という名称で登場する。
『BulletForce』
G36という名称で登場する。
『APB Reloaded』
STAR 556という名称でG36Kが初期装備として登場する。また、SL8がモデルのSTAR 556 LCRも登場する。

### 小説
『デスニードラウンド』
『ヤングガン・カルナバル』